# Charlie Salinger
Charlie Salinger è un personaggio della serie tv Cinque in famiglia, interpretato da Matthew Fox e doppiato da Christian Iansante. Charlie ha quattro fratelli Bailey, Julia, Claudia e del piccolo Owen. Deve, come i suoi fratelli, il merito di una vita drammatica, alla morte di entrambi i genitori, morti sei mesi prima del primo episodio della serie.

## Prima stagione
Dopo la morte dei genitori Salinger è Charlie a doversi occupare del ristorante del padre e dei suoi quattro fratelli: Bailey, di sedici anni, Julia di quindici, Claudia di undici e il piccolo Owen di soli sei mesi. Ci sono vari problemi di denaro Charlie è il primo a procurarsi parecchio denaro dal conto dei suoi genitori. Si accorge che la famiglia ha bisogno di una Baby Sitter: Kirsten: Bailey e Charlie se ne innamorano. I due discutono e Charlie vince e si fidanza con Kirsten, e bailey con Kate e poi con Jill. Dopo un terremoto Charlie scopre che Jill si droga, e lo dice a Bailey, ma lui non gli crede, annebbiato dal rapporto sessuale con Jill. Dopo parecchi episodi la faccenda della droga non si risolve. Jill muore di overdose. Charlie propone a Kirsten di sposarlo e lei accetta.

## Seconda stagione
Charlie scopre che Kirsten non può avere figli quindi la loro storia è in bilico. Durante il loro matrimonio, Julia e Justin, ubriachi, copulano. Il matrimonio va a monte per un ripensamento di Charlie e Kirsten torna a Chicago dai suoi genitori. Charlie, però, decide di andare lo stesso in luna di miele, portandosi Claudia con sé. In Messico Claudia si innamora di un ragazzo e nel frattempo lui conosce una ragazza e copulano per due giorni.

## Terza stagione
Charlie va a Chicago per riconquistare Kirsten, l'operazione sembra andare a buon fine, perché lei è ben disposta a tornare a San Francisco, solo che ha un ripensamento e i due si dicono addio. Successivamente, superato il tutto, fa beneficenza collaborando con una certa Grace, e iniziano ad uscire insieme ed infine si fidanzano. Bailey, che si ubriaca da tempo, è irriconoscibile; tanto che rovina la festa di compleanno di Owen. Charle interviene, perché Bailey torni quello di prima, ma non ne vuole sapere. Un giorno Bailey va aprendere a scuola Owen e non si fa vedere tutto il giorno, Charlie è furioso così Sarah lo cerca e sale sulla sua auto: vi è un incidente e Sarah ha una commozione cerebrale, Bailey chiede aiuto a Sarah. Così è costretto a recarsi agli incontri degli alcolisti anonimi. Charlie decide che la storia con Grace non può avere futuro perché a lei non piacciono i bambini.

## Quarta stagione
Charlie ha dei problemi con Owen e suppone, anche se non vuole ammetterlo, che il bimbo sia gay. Charlie si mette con Nina ma un giorno incontra Kirsten e lei gli dice che si è sposata. Charlie scopre di avere una malattia grave. Charlie e Nina si lasciano.